# Viehweide am Barstein
Das Naturschutzgebiet Viehweide am Barstein liegt auf dem Gebiet der Gemeinde Breitscheid im Lahn-Dill-Kreis in Hessen. Das 20,49 ha große Gebiet wurde am 19. Dezember 1984 unter der Kennung 1532017 unter Naturschutz gestellt.

## Lage
Die Viehweide am Barstein erstreckt sich südöstlich von Rabenscheid, einem Ortsteil der Gemeinde Breitscheid. Am westlichen Rand in der Gemarkung des Naturschutzgebietes verläuft die Landesstraße L 3044 und der Aubach fließt hier in seinem Bachbett an der ehemaligen „Fischbacher Mühle“ vorbei in südwestlicher Richtung. Direkt nordöstlich befindet sich der Flugplatz Breitscheid der durch die geringe Nutzung mit einer saisonalen Schließung im Winterhalbjahr das Naturschutzgebiet kaum negativ beeinflusst.
Das Naturschutzgebiet Viehweide am Barstein ist Bestandteil des FFH-Gebietes „Hoher Westerwald“ (5314-301) und des europäischen Vogelschutzgebietes „Hoher Westerwald“ (5314-450).

## Bedeutung
Das Naturschutzgebiet umfasst naturnahe Wiesen, Uferbereiche des Aubachs, Grünlandbereiche und weist eine mosaikartige Aufteilung der verschiedenen Landschaftstypen auf. Im Gebiet befinden sich Büsche und Halbsträucher, die durch die für den Westerwald typische Nutzung des gemeindeeigenen Grünlandes als Viehweide für Hausschafe, Ziegen und Rinder als landwirtschaftliche Relikte vorhanden sind. Durch diese Nutzungsweise wurden Feuchtwiesen, Trockenrasen und Streuobstwiesen mit ihren unterschiedlichen und teilweise seltenen Pflanzengesellschaften erhalten, die durch die intensive Nutzung von Viehweiden und Überdüngung der Wiesen selten geworden sind.

## Flora und Fauna
Auf den offenen Wiesenflächen gedeihen Orchideen, seltene Gräser und Blütenpflanzen die Schmetterlingen wie dem Blauschillernden Feuerfalter (Lycaena helle) als Nahrungspflanzen dienen. Die Wiesen sind Brutgebiet und Lebensraum für stark gefährdete oder vom Aussterben bedrohte Vogelarten.

### Flora
Im Naturschutzgebiet wurden folgende seltene Pflanzenarten nachgewiesen:
Die Trollblume (Trollius europaeus), das Sumpf-Blutauge (Potentilla palustris), das Breitblättrige Knabenkraut (Dactylorhiza majalis), das Gefleckte Knabenkraut (Dactylorhiza maculata), die Grünliche Waldhyazinthe (Platanthera chlorantha), das Schmalblättrige Wollgras (Eriophorum angustifolium) und die Sparrige Binse (Juncus squarrosus). Als wichtige Nahrungsquelle für die Raupen der Schmetterlinge wird der Schlangen-Knöterich (Bistorta officinalis) in seinem Bestand erhalten.

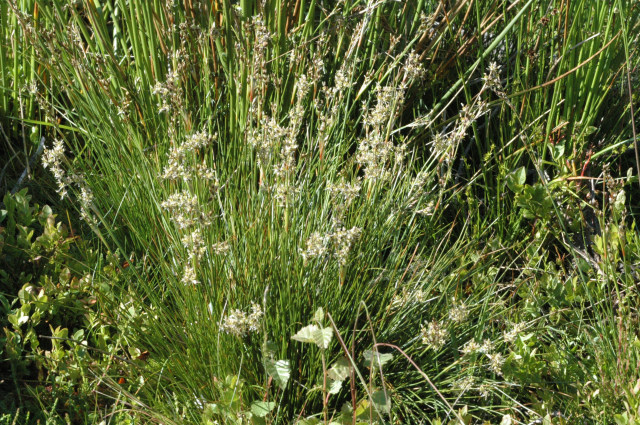
Sparrige Binse (Beispielfoto)
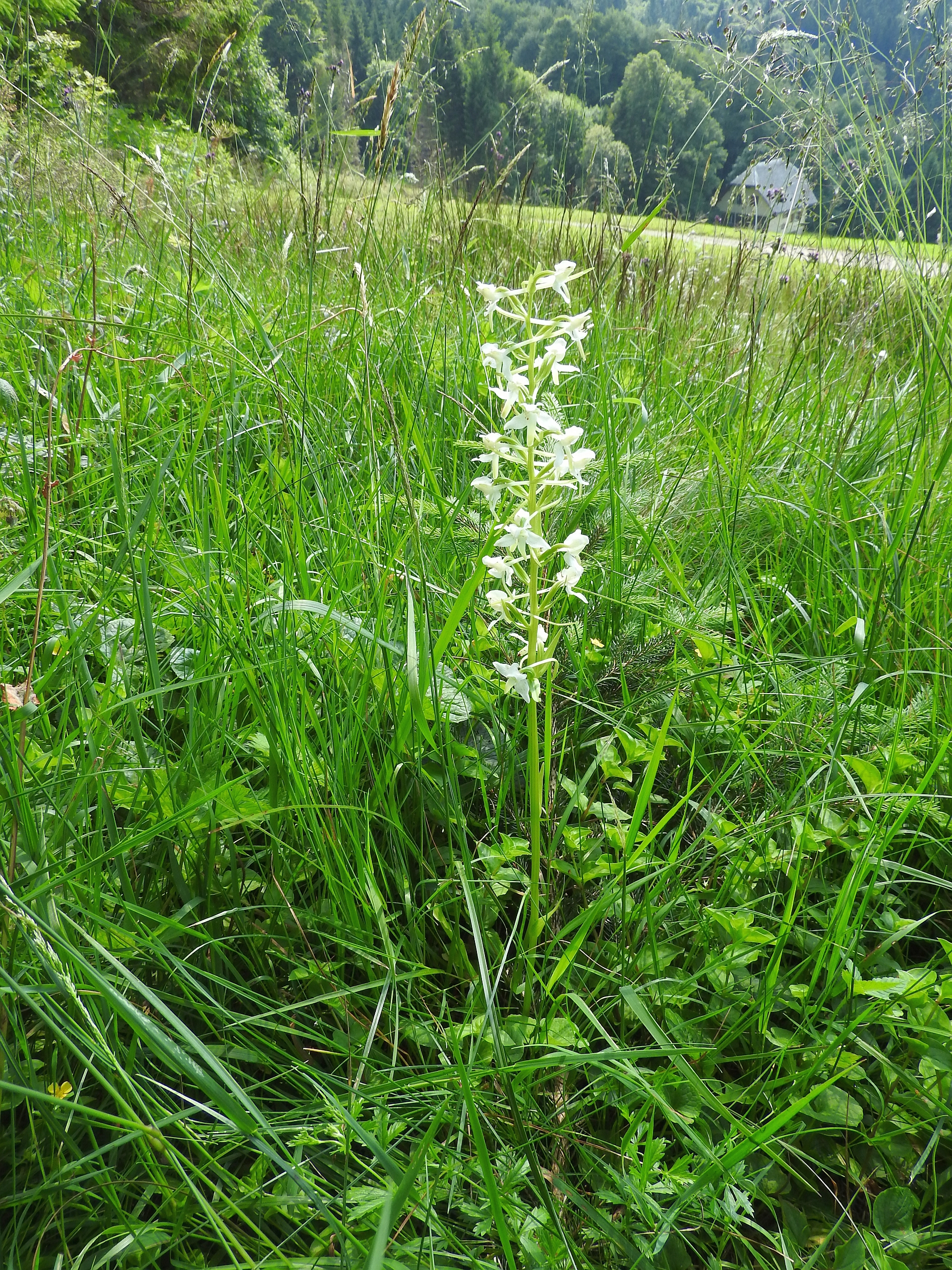
Grünliche Waldhyazinthe (Beispielfoto)
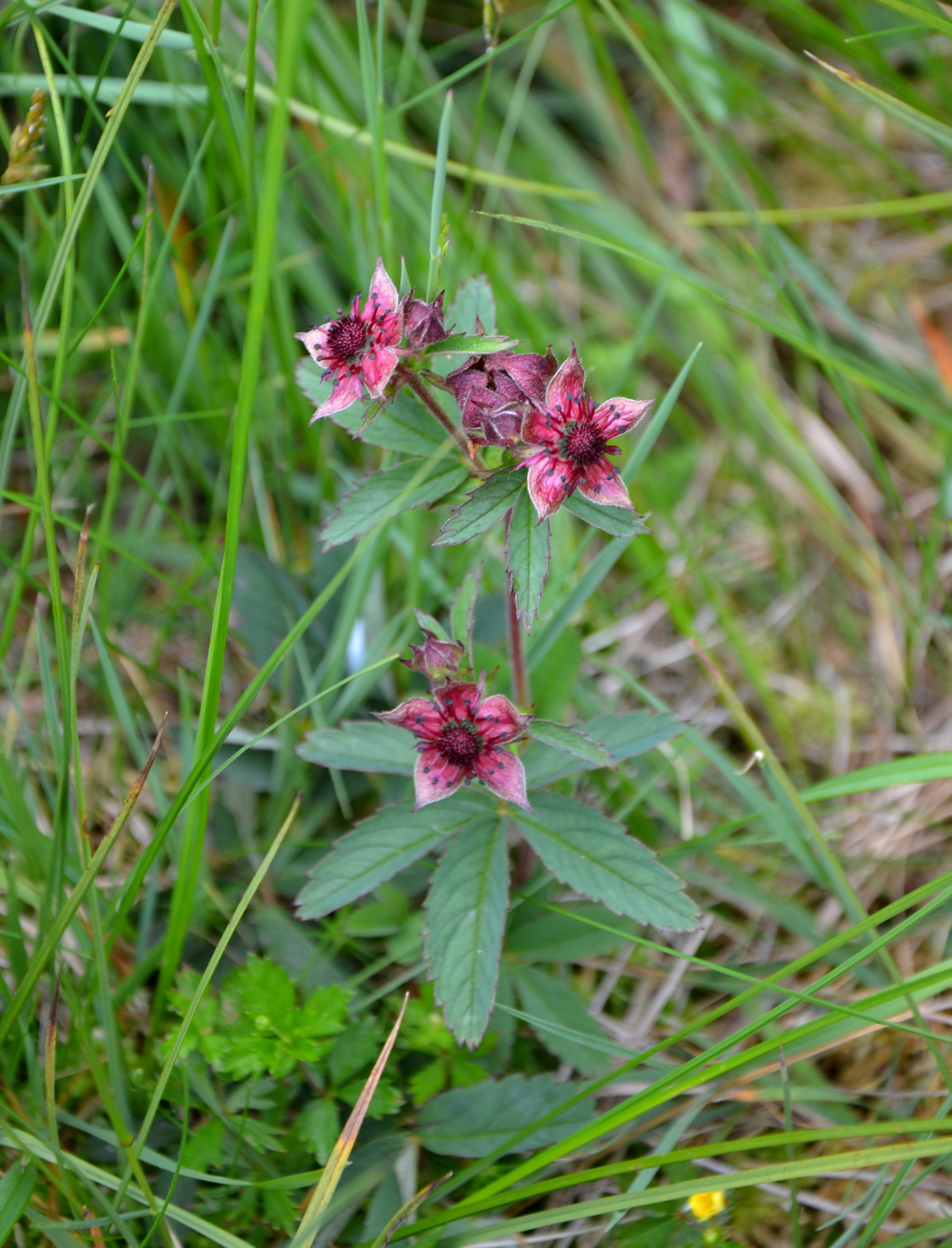
Sumpf-Blutauge (Beispielfoto)

### Fauna
Die folgenden seltenen Tierarten wurden für die Viehweide am Barstein aufgezeichnet:
Der Blauschillernde Feuerfalter (Lycaena helle), der Raubwürger (Lanius excubitor) und die Bekassine (Gallinago gallinago).

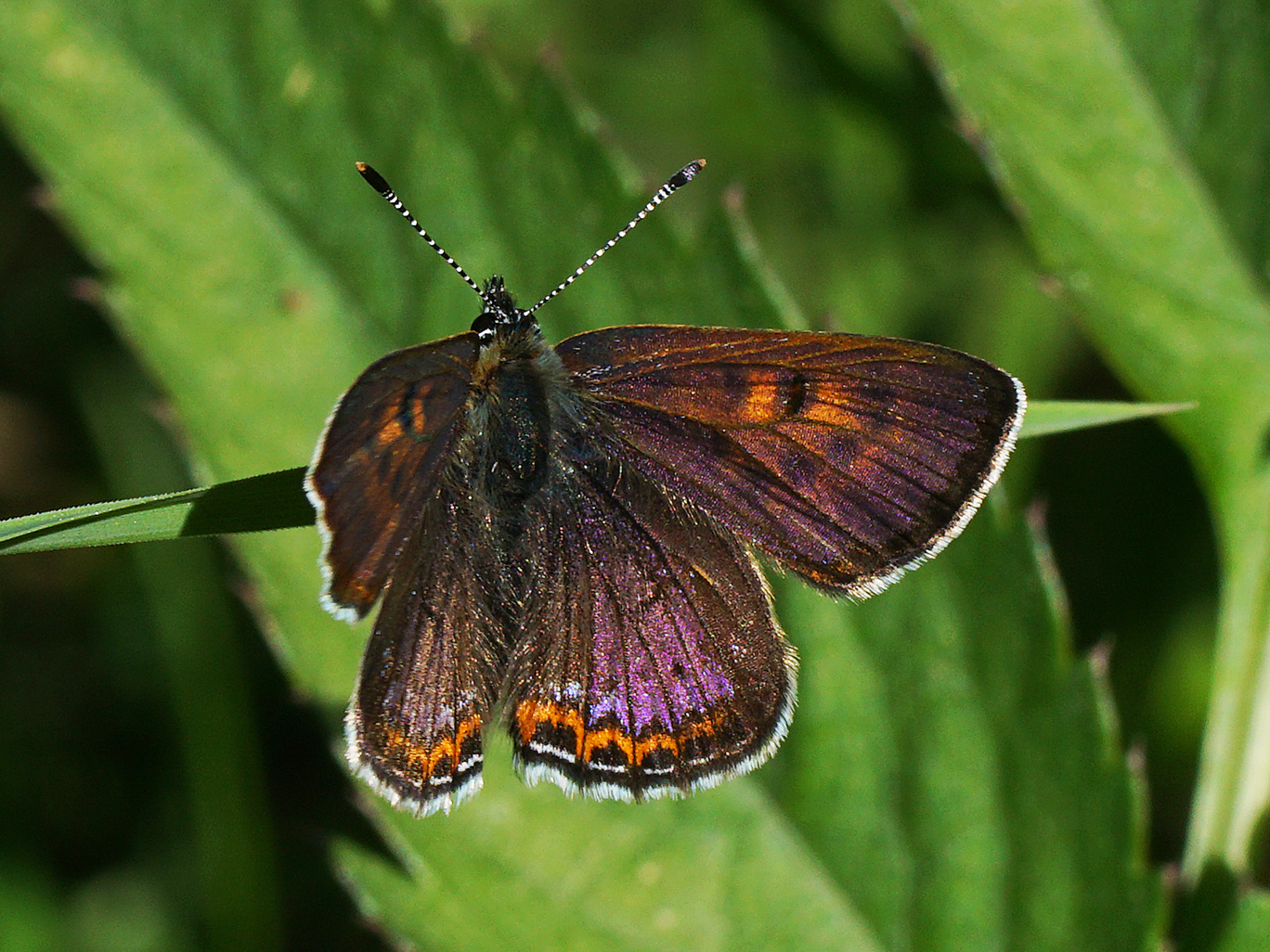
Blauschillernder Feuerfalter (Beispielfoto)
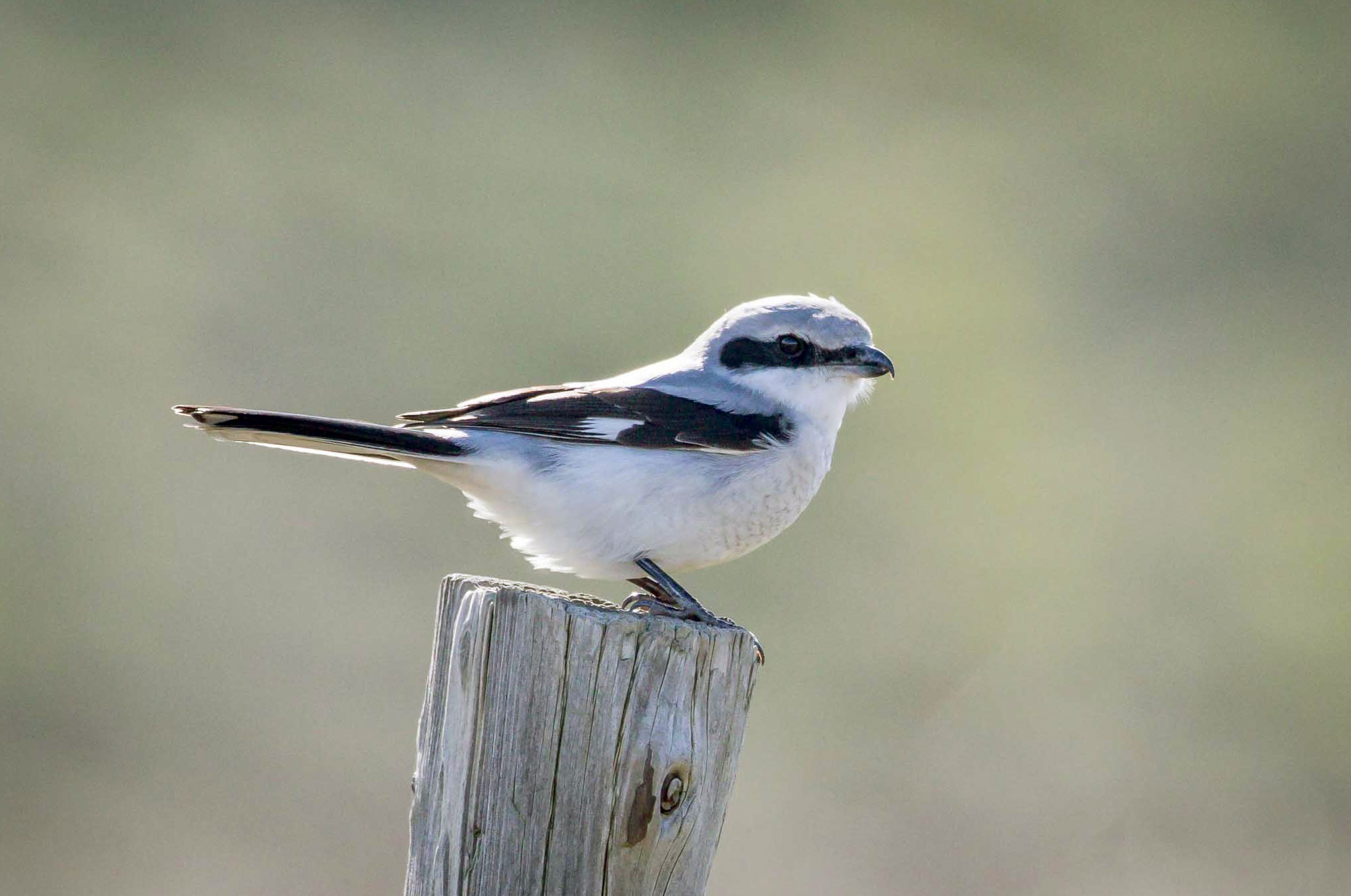
Raubwürger (Beispielfoto)
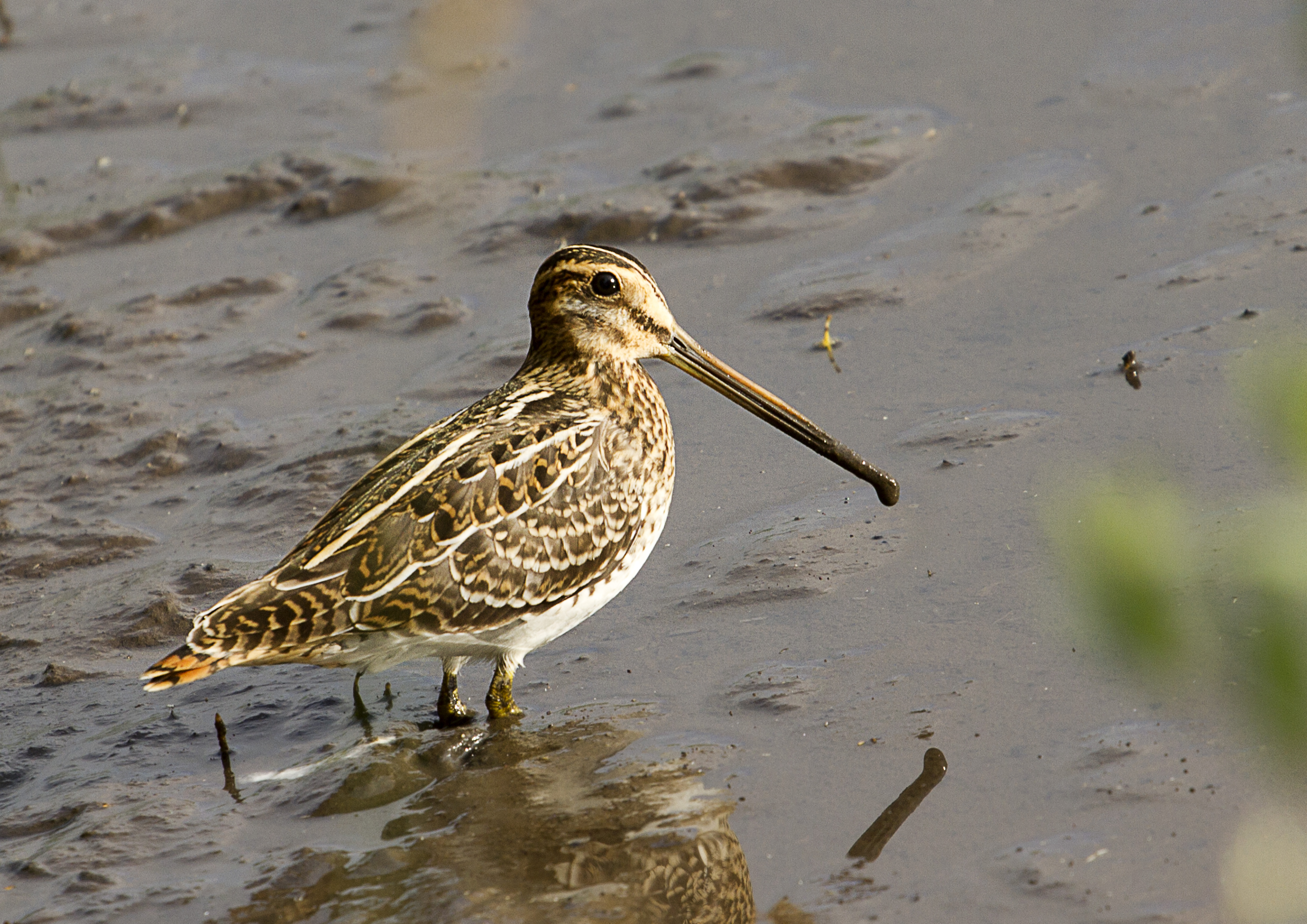
Bekassine (Beispielfoto)

## Pflegemaßnahmen
Im Jahr 2013 wurde ein Managementplan für das FFH-Gebiet „Hoher Westerwald“ (5314-301) aufgestellt der für das Naturschutzgebiet als Teil der Gesamtfläche eine Beweidung der Wiesenflächen mit Rindern ausweist die zum Erhalt des offenen Grünlandes und der Feuchtbrachen mit Schlangen-Knöterich als Futterpflanze für die Raupen der Schmetterlinge dient. Je nach Pflanzengesellschaft ist eine ein- oder zweischürige Mahd vorgesehen.